# Карма (Балезинский район)
Карма́ — бывшая деревня в Балезинском районе Удмуртии, входит в Исаковское сельское поселение.
Находилась в месте впадения в реку Кеп ручья берущего своё начало севернее деревни Кер-Нюра (в 3 километрах).